# Eduard Israilowitsch Buchman
Eduard Israilowitsch Buchman (russisch Эдуард Израилович Бухман, beim Weltschachbund FIDE Eduard Bukhman; * 4. Juni 1941; † 24. November 2020) war ein russischer Schachspieler und -trainer.

## Leben
Buchman begann mit sieben Jahren Schach zu spielen. Er wurde trainiert im Leningrader Pionierpalast unter der Leitung von Wladimir Sak und nahm zwischen 1958 und 1960 mit der Auswahl seiner Stadt an den sowjetischen Jugendmeisterschaften teil. Nach dem Schulabschluss nahm er ein Studium am Leningrader Institut für Präzisionsmechanik und Optik auf. Im Sommer 1966 gewann er mit der sowjetischen Mannschaft, der neben ihm Boris Gulko, Albert Kapengut, Gennadi Kusmin, Wladimir Sawon und Wladimir Tukmakow angehörten, die XIII. Studentenolympiade in Örebro.
Im vorigen Jahr wurde er Erster mit 12,5 Punkten aus 15 bei der Leningrader Burewestnik-Meisterschaft. In der All-Union Burewestnik-Meisterschaft 1965, die als Halbfinale der UdSSR-Meisterschaft ausgetragen wurde, teilte er den zweiten Platz mit Lew Polugajewski und erhielt aufgrund seiner guten Leistung den Titel Meister des Sports der UdSSR. Buchman spielte zweimal im Finale der sowjetischen Meisterschaft: 1965 in Tallinn und 1967 in Charkow. In beiden Turnieren belegte er den Platz außerhalb der Top 10 mit Siegen unter anderem gegen Alexei Suetin, Viktor Kortschnoi und Sawon.
Buchman kämpfte mehrmals um den Titel des Leningrader Meisters und wurde geteilter Zweiter 1969, 1972, 1973, 1975, 1976 und 1983. 1971 spielte er mit Zenit beim Mannschaftspokal der Sportvereinigungen der Sowjetunion in Rostow am Don. Im VII. Sokolski-Gedenkturnier 1976/1977 in Minsk teilte er den dritten Platz hinter Sawon und Abram Roisman. Nach Beginn der Perestroika nahm er an einigen internationalen Turnieren teil und wurde 1990 mit dem Titel Internationaler Meister ausgezeichnet.
Seit Ende der 1960er Jahre war er als Trainer aktiv. Zwischen 1982 und 2001 fungierte er als Cheftrainer des Leningrader Militärbezirks, danach wechselte er zum Kinder- und Jugendhaus Kirowski. Zu seinen Schülern zählten Tatjana Rubzowa und Jewgeni Alexejew, mit dem er in den Jahren 1998–2000 zusammenarbeitete. Für seine Tätigkeit wurde er mit dem Abzeichen Bester der Körperkultur und des Sports geehrt.
Buchmans letzte Elo-Zahl war 2370, er hat jedoch nach dem im September 2004 ausgetragenen Open in Palanga keine gewertete Partie mehr gespielt. Seine höchste Elo-Zahl betrug 2435 im Januar 1977 und Juli 1989.